# Cecil Brown
Cecil Brown (ur. 14 września 1907, zm. 25 października 1987) – amerykański korespondent wojenny.

## Wyróżnienia
Posiada swoją gwiazdę na Hollywoodzkiej Alei Gwiazd